# Amtsgericht Hohenstein-Ernstthal
Das Amtsgericht Hohenstein-Ernstthal ist ein Gericht der ordentlichen Gerichtsbarkeit und eines von insgesamt 25 Amtsgerichten im Freistaat Sachsen.

## Gerichtssitz und -bezirk
Der Gerichtsbezirk des Amtsgerichtes Hohenstein-Ernstthal umfasst den Landkreis Chemnitzer Land (§ 1 Abs. 4, Anlage Nr. 13 Sächsisches Justizgesetz). Das Gericht hat seinen Sitz in Hohenstein-Ernstthal, Conrad-Clauß-Straße 11.

## Übergeordnete Gerichte
Dem Amtsgericht Hohenstein-Ernstthal ist das Landgericht Zwickau seit dem 1. August 2008 unmittelbar übergeordnet. Zuständiges Oberlandesgericht ist das Oberlandesgericht Dresden.

## Geschichte
In Hohenstein-Ernstthal in Sachsen bestand bis zum 14. November 1878 das Fürstlich und Gräflich Schönburgisches Gerichtsamt Hohenstein-Ernstthal als Eingangsgericht. Dieses war kein staatliches Gericht, sondern ein Gericht der Schönburgische Herrschaften. 1878 ging die Jurisdiktion auf den Staat über. Kurz danach wurden im Rahmen der Reichsjustizgesetze 1879 im Königreich Sachsen die Gerichtsämter aufgehoben und Amtsgerichte, darunter das Amtsgericht Hohenstein-Ernstthal, geschaffen. Der Gerichtssprengel umfasste Hohenstein, Ernstthal, Abtei-Oberlungwitz mit Hirschgrund, Hüttengrund und Niederabtei, Gersdorf mit Hofgraben, Hermsdorf mit Oberhermsdorf, Langenberg mit Hüttengrund (Langenberger Anteil), Meinsdorf, Oberlungwitz mit Hüttengrund, Landgraben, Steinberg und Zeche mit den Zechenhäusern und Tirschheim mit Obertirschheim. Das Amtsgericht Hohenstein-Ernstthal war eines von 16 Amtsgerichten im Bezirk des Landgerichtes Zwickau. Der Amtsgerichtsbezirk umfasste danach 22.159 Einwohner. Das Gericht hatte damals zwei Richterstellen und war ein mittelgroßes Amtsgericht im Landgerichtsbezirk.
Mit dem Gerichtsverfassungsgesetz vom 2. Oktober 1952 wurden das Amtsgericht Hohenstein-Ernstthal in der DDR aufgehoben und das Kreisgericht Hohenstein-Ernstthal an seiner Stelle eingerichtet. Gerichtssprengel war nun der Kreis Hohenstein-Ernstthal. Nach dem Zusammenbruch der DDR wurde das Amtsgericht Hohenstein-Ernstthal 1992 durch das Sächsische Gerichtsorganisationsgesetz neu gebildet.

## Gerichtsgebäude

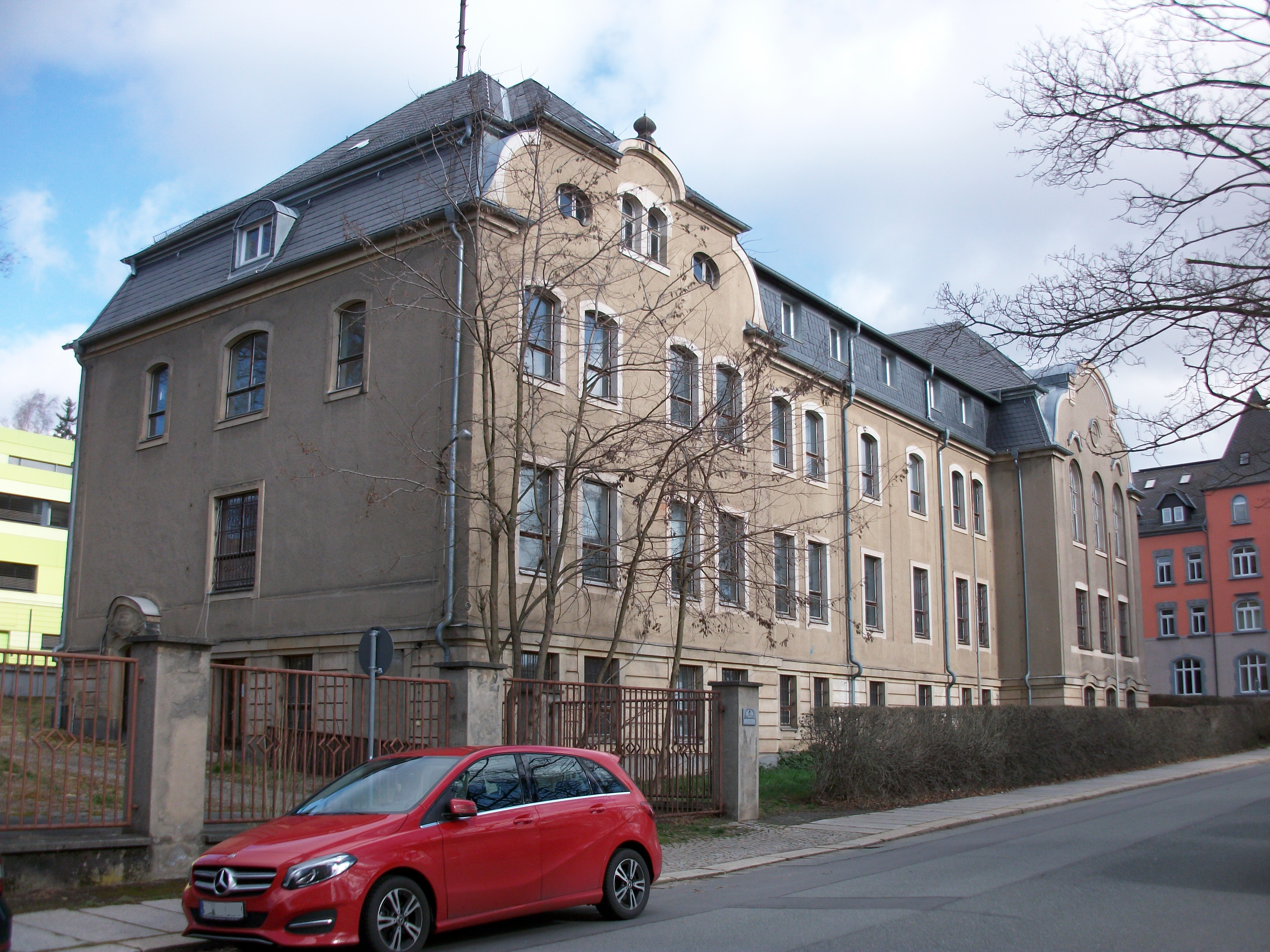
Ehemaliges Amtsgericht Conrad-Clauß-Straße 22 (2020)

Das Amtsgericht nutzte das 1904/1905 erbaute Gerichtsgebäude (Conrad-Clauß-Straße 22), heute Polizeigebäude. Es ist städtebaulich, ortsgeschichtlich und baugeschichtlich von Bedeutung und steht daher unter Denkmalschutz. Am 1. und 2. August 1995 zog das Amtsgericht Hohenstein-Ernstthal in das umgebaute Gebäude einer ehemaligen Weberei in die Conrad-Clauß-Straße 11 um. Auch dieses Gebäude steht unter Denkmalschutz.